# Tyrrell Ridge
Tyrrell Ridge är en bergstopp i Antarktis. Den ligger i Sydshetlandsöarna. Argentina, Chile och Storbritannien gör anspråk på området. Toppen på Tyrrell Ridge är 39 meter över havet.
Terrängen runt Tyrrell Ridge är kuperad. Havet är nära Tyrrell Ridge åt sydost. Trakten är glest befolkad. Närmaste befolkade plats är Commandante Ferraz Station, 2,1 kilometer söder om Tyrrell Ridge. 